# Bumetopia bilinea
Bumetopia bilinea là một loài bọ cánh cứng trong họ Cerambycidae.